# Suboxyde de soufre
Le suboxyde de soufre, ou monoxyde de disoufre, est un composé chimique instable de formule S2O. Il s'agit d'un gaz incolore qui peut être obtenu en faisant réagir du chlorure de thionyle SOCl2 avec du sulfure d'argent Ag2S :
SOCl2 + Ag2S → AgCl + S2O,
à basse pression et haute température. Il peut également être obtenu par décharge luminescente dans le dioxyde de soufre SO2, et c'est d'ailleurs ainsi qu'il a été découvert, en 1933, par P. W. Schenk.
La molécule présente une configuration pliée, l'angle S-S-O valant 117,88° avec des liaisons S=S et S=O longues respectivement de 188,4 pm et 146,5 pm. Il peut former des condensats rouge orangé lorsqu'il est refroidi à la température de l'azote liquide.
Du suboxyde de soufre serait produit par Desulfovibrio desulfuricans, une bactérie sulfato-réductrice à Gram négatif.
Les volcans du satellite Io de la planète Jupiter rejetteraient également 1 à 6 % de S2O dans les panaches volcaniques de S2 et SO2 éjectés sous 0,1 à 10 MPa, et le volcan Pélé serait peut-être ceinturé de dépôts solides de suboxyde de soufre à l'origine de son auréole rouge orangé.